# Wysznij Wołoczok
Wysznij Wołoczok (ros. Вышний Волочёк), to miasto położone w zachodniej Rosji na terenie obwodu twerskiego, centrum administracyjne Rejonu wyszniewołockiego, 119 km na północny zachód od Tweru.
W 2015 roku zamieszkiwane przez 48 837 osób.

## Historia
Pierwsza wzmianka o osadzie w 1437. 12 stycznia 1703 car Piotr I Wielki kazał zbudować przebiegający kanał między rzekami Twercą i Cną. Prawa miejskie od 1770 roku. Obecnie miasto jest centrum administracyjnym Rejonu wyszniewołockiego i przebiega przez nie linia kolejowa i autostrada łącząca Moskwę z Petersburgiem.
Nazwa Wysznij Wołoczok oznacza przewóz łodzi lądem.